# Satiro danzante
Il Satiro danzante è una statua bronzea, prodotto originale dell'arte greca di epoca classica o ellenistica.
La scultura rappresenta un sileno, ma ormai per opinione comune esso viene definito un satiro, essere mitologico facente parte del corteo orgiastico del dio greco Dioniso.
L'opera, di dimensioni superiori al vero, pari ad un modello in posizione stante di circa 2.5 metri di altezza, è attualmente ospitata presso l'omonimo museo di Mazara del Vallo, nella Sicilia occidentale.

## Il ritrovamento

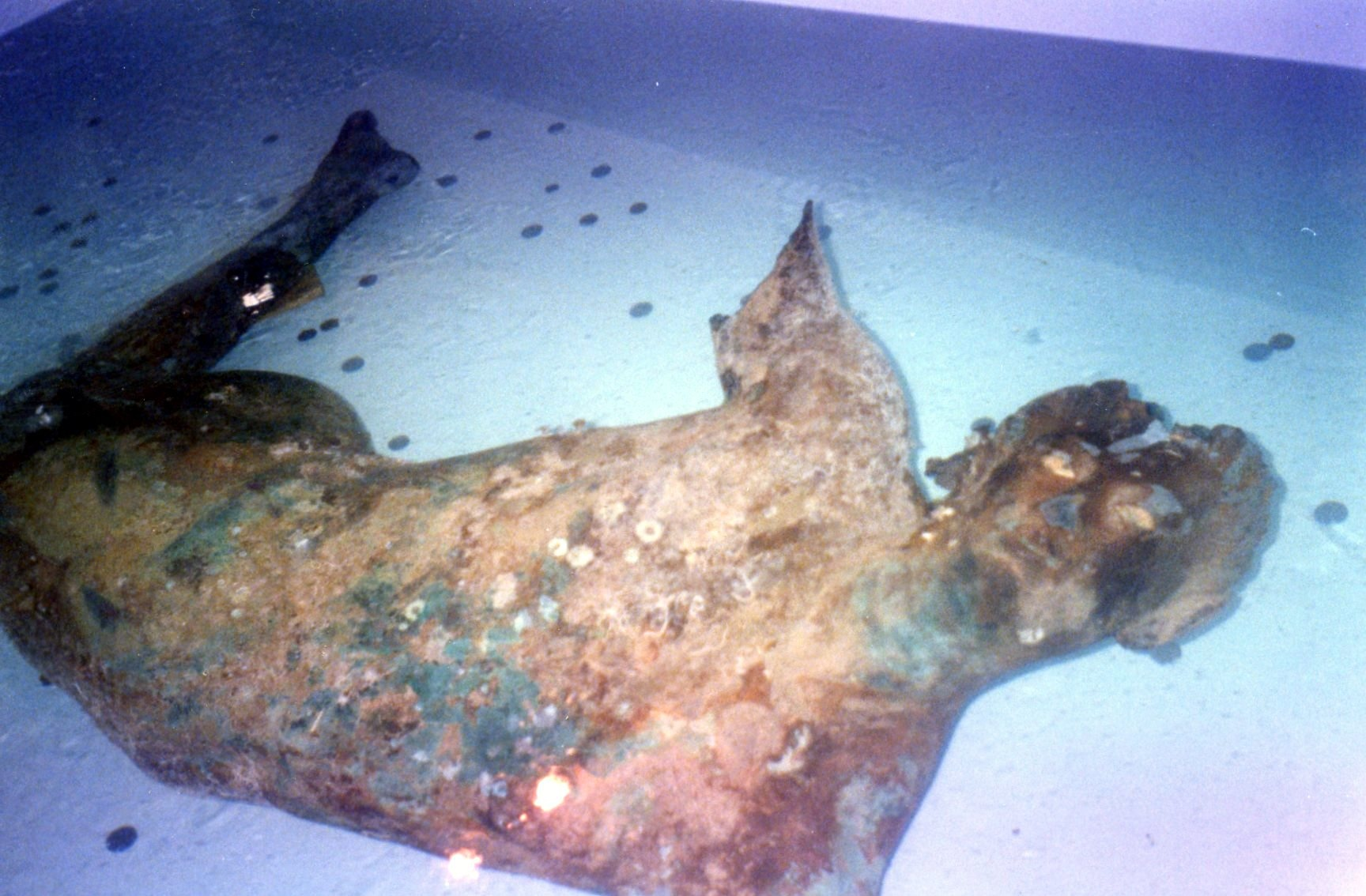
Il Satiro esposto a Mazara del Vallo nel 1998, pochi giorni dopo il suo recupero

La storia del ritrovamento della statua inizia nel luglio 1997, quando il peschereccio "Capitan Ciccio", appartenente alla flotta marinara di Mazara del Vallo e comandato dal capitano Francesco Adragna, forse casualmente, ripesca dai fondali del Canale di Sicilia una gamba di una scultura bronzea.
Nella notte fra il 4 e il 5 marzo 1998 lo stesso peschereccio riporta a galla, da 500 metri sotto il livello del mare in cui era adagiata, gran parte del resto della scultura, perdendo nel recupero un braccio.
Inizialmente si individua la statua bronzea con Eolo, il dio del vento.
Il reperto viene acquisito dalla Regione Siciliana ed esposto in deposito temporaneo, a cura dell'assessorato regionale ai beni culturali, in una vasca d'acqua dolce deionizzata nell'ex Collegio dei Gesuiti a Mazara del Vallo. La visita in città del ministro dei beni culturali Walter Veltroni, a ventiquattr'ore dal recupero, su richiesta dell'allora sindaco della città Giovanni D'Alfio, è testimonianza dell'eccezionalità del ritrovamento.
Nel settembre 1998 l'Istituto Centrale per il Restauro di Roma prende in consegna i due frammenti della statua, per effettuarvi i necessari interventi di restauro.

## L'esposizione
Il 31 marzo 2003 il satiro danzante restaurato viene esposto a Palazzo Montecitorio, sede della Camera dei deputati, alla presenza del Presidente della Repubblica Carlo Azeglio Ciampi, del Presidente della Camera Pier Ferdinando Casini e del sindaco di Roma Walter Veltroni. La mostra rimane aperta fino al 2 giugno, ottenendo un ampio successo e un notevole risalto nazionale. Dal 6 giugno al 6 luglio è esposta ai Musei capitolini.
Il 12 luglio 2003 il satiro danzante viene ufficialmente riconsegnato alle autorità della città di Mazara del Vallo per essere esposto al pubblico nell'ex chiesa di Sant'Egidio, in pieno centro cittadino.
Nel 2005 il Satiro è stato trasportato in Giappone per essere esposto al Museo Nazionale di Tokyo e conseguentemente all'Expo 2005 di Aichi. Per il suo trasporto è stata appositamente realizzata una struttura in fibra di carbonio ed è stato progettato e realizzato, ad opera dell'Istituto Centrale per il Restauro, un nuovo supporto espositivo in carbonio e titanio. All'inizio del 2007 la statua è stata temporaneamente in esposizione presso il Museo del Louvre di Parigi, nell'ambito di una mostra dedicata alle opere di Prassitele. Da allora non è stata più trasportata altrove.

## Il museo
Nel 2003 viene istituito nella ex Chiesa di Sant'Egidio dalla Regione Siciliana il Museo del Satiro danzante, di cui  diviene il pezzo di maggior prestigio.

## La datazione
Secondo Sebastiano Tusa (Soprintendente del Mare della Regione Siciliana), la nave che lo trasportava fece naufragio nell'area di mare tra Pantelleria e Capo Bon in Tunisia tra il III e il II secolo a.C..
Una datazione dell'opera al IV secolo a.C. è stata invece proposta da Paolo Moreno (Università di Roma Tre), il quale identifica la statua con il "satiro periboetos", citato da Plinio quale opera del celebre scultore Prassitele. Al termine periboetos, normalmente interpretato come "di cui si parla molto", ossia "famoso", "celebre", viene invece attribuito il significato di "colui che grida freneticamente", in base ad un passo di Platone, in cui lo troviamo come epiteto riferito al dio Ares.
Tale datazione sarebbe confermata da un confronto con un satiro danzante davanti al dio Dioniso seduto raffigurato su un vaso attico datato al IV secolo a.C.
Eugenio La Rocca (all'epoca sovraintendente ai beni culturali del comune di Roma), ritiene invece che l'irruenza del movimento della figura del satiro, che spezza l'armonia classica, sia meglio inquadrabile in epoca più avanzata, nel III-II secolo a.C., come sembrano confermare numerosi confronti con le raffigurazioni di satiri presenti in quest'epoca su gemme, rilievi e statuette.